# 小行星6043
小行星6043（6043 Aurochs）是一颗绕太阳运转的小行星，为主小行星带小行星。该小行星于1991年9月9日发现。

## 轨道参数
小行星6043的轨道半长轴为2.3657809 UA，离心率为0.142。